# Josh Berry
Josh Berry är en amerikansk skådespelare.

## Filmografi
- Brothers (2008)
- Five Dollars a Day (2008)
- Doubting Thomas (2008)
- Living Hell (2008)
- Hamlet 2 (2008)
- Sunshine Cleaning (2008)
- Love Lies Bleeding (2008)
- Comanche Moon (Mini-serie, 2008)
- Urban Justice (2007)
- The Flock (2007)
- Carriers (2007)
- Wildfire (TV-serie, 2005-2007)
- Trade (2007)
- In Plain Sight (TV-serie, 2007)
- The Lost Room (Mini-serie, 2006)
- A Piece of Pie (2006)
- Three Wise Guys (TV-serie, 2005)
- The Three Burials of Melquiades Estrada (2005)
- Friday Night Lights (2004)
- Saving Jessica Lynch (TV-serie, 2003)
- Hagane no renkinjutsushi (TV-serie, 2003)
- Screen Door Jesus (2003)
- Walker, Texas Ranger (TV-serie 1999-2000)
- Universal Soldier: The Return (1999)
- Accident (1997)